# WTA-toernooi van Dallas
Het WTA-toernooi van Dallas is een voormalig tennistoernooi voor vrouwen dat in de recente geschiedenis tweemaal is georganiseerd nabij de Amerikaanse plaats Dallas. De officiële naam van het toernooi was Texas Tennis Open.

## Recente geschiedenis
De WTA organiseerde het toernooi dat in de categorie "International" viel en werd gespeeld op hardcourt in de open lucht. 
Na een voorafgaand kwalificatietoernooi (waar uit een veld van 16 kandidaten vier speelsters als kwalificante tot het hoofdtoernooi werden toegelaten), werd vervolgens door 32 deelneemsters gestreden om de titel in het enkelspel. In 2011 traden twaalf koppels in het krijt voor de dubbelspeltitel; vier van hen kregen een bye over de eerste ronde. In 2012 was het dubbelspelveld uitgebreid tot zestien paren.
De twee edities van het toernooi vonden plaats in 2011 en 2012, op de Hilton Lakes Tennis & Sports Club in Grapevine nabij Dallas.

## Vroegere tennistoernooien
- In de periode 1964–1989 werd in Dallas een eerdere reeks WTA-toernooien gehouden, in het Moody Coliseum met tapijt als ondergrond. De naam van het toernooi was meestal Maureen Connolly Brinker Memorial, Avon Championships of Dallas of Virginia Slims of Dallas.
- In de periode 1999–2003 werd in Dallas een jaarlijks ITF-toernooi gehouden.

## Finales

### Enkelspel
| Datum             | Naam                                   | Cat.          | ($)           | Ondergrond        | Winnares            | Verliezend finaliste | Uitslag             |               |
| ----------------- | -------------------------------------- | ------------- | ------------- | ----------------- | ------------------- | -------------------- | ------------------- | ------------- |
| 1964-01-11        | Dallas Indoor Invitation               |               |               | tapijt, binnen    | Nancy Richey        | Billie Jean Moffitt  | 6-2, 7-5            |               |
| 1965-04-26        | Dallas Invitation                      |               |               |                   | Nancy Richey        | Margaret Smith       | 6-1, 6-4            |               |
| ↓ open tijdperk ↓ |                                        |               |               |                   |                     |                      |                     |               |
| 1970-02-13        | Maureen Connolly Brinker Memorial      |               | 25.000        | tapijt, binnen    | Margaret Court      | Billie Jean King     | 1-6, 6-3, 11-9      |               |
| 1972-03-06        | Maureen Connolly Brinker/VS            |               | 32.775        | tapijt, binnen    | Nancy Gunter        | Billie Jean King     | 7-6, 6-1            |               |
| 1973-03-05        | Maureen Connolly Brinker Memorial      |               | 20.000        | tapijt, binnen    | Virginia Wade       | Evonne Goolagong     | 6-4, 6-1            |               |
| 1974-03-05        | Maureen Connolly Brinker International |               | 50.000        | tapijt, binnen    | Chris Evert         | Virginia Wade        | 7-5, 6-2            |               |
| 1974-04-15        | Aztec of Dallas                        |               | 3.000         |                   | Dianne Fromholtz    | Mary Struthers       | 6-4, 2-6, 6-3       |               |
| 1975-03-17        | Maureen Connolly Memorial Invitation   |               | 75.000        | tapijt, binnen    | Virginia Wade       | Martina Navrátilová  | 2-6, 7-6, 4-3, opg. |               |
| 1976-03-15        | Virginia Slims of Dallas               |               | 75.000        | tapijt, binnen    | Evonne Goolagong    | Martina Navrátilová  | 6-1, 6-1            |               |
| 1977-03-07        | Virginia Slims of Dallas               |               | 100.000       | tapijt, binnen    | Sue Barker          | Terry Holladay       | 6-1, 7-6            |               |
| 1978-03-06        | Virginia Slims of Dallas               |               | 100.000       | tapijt, binnen    | Evonne Goolagong    | Tracy Austin         | 4-6, 6-0, 6-2       |               |
| 1979-02-26        | Avon Championships of Dallas           |               | 200.000       | tapijt, binnen    | Martina Navrátilová | Chris Evert          | 6-4, 6-4            |               |
| 1980-03-03        | Avon Championships of Dallas           |               | 150.000       | tapijt, binnen    | Martina Navrátilová | Evonne Goolagong     | 6-3, 6-2            |               |
| 1981-03-09        | Avon Championships of Dallas           |               | 200.000       | tapijt, binnen    | Martina Navrátilová | Pam Shriver          | 6-2, 6-4            |               |
| 1982-03-08        | Avon Championships of Dallas           |               | 200.000       | tapijt, binnen    | Martina Navrátilová | Mima Jaušovec        | 6-3, 6-2            |               |
| 1983-03-07        | Virginia Slims of Dallas               |               | 150.000       | tapijt, binnen    | Martina Navrátilová | Chris Evert          | 6-4, 6-0            |               |
| 1984-03-19        | Virginia Slims of Dallas               |               | 150.000       | tapijt, binnen    | Hana Mandlíková     | Kathy Jordan         | 7-6, 3-6, 6-1       |               |
| 1985-03-11        | Virginia Slims of Dallas               |               | 150.000       | tapijt, binnen    | Martina Navrátilová | Chris Evert          | 6-3, 6-4            |               |
| 1986-03-10        | Virginia Slims of Dallas               |               | 250.000       | tapijt, binnen    | Martina Navrátilová | Chris Evert          | 6-2, 6-1            |               |
| 1987-03-16        | Virginia Slims of Dallas               |               | 250.000       | tapijt, binnen    | Chris Evert         | Pam Shriver          | 6-1, 6-3            |               |
| 1988-02-08        | Virginia Slims of Dallas               | Tier III      | 250.000       | tapijt, binnen    | Martina Navrátilová | Pam Shriver          | 6-0, 6-3            |               |
| 1989-09-18        | Virginia Slims of Dallas               | Tier III      | 250.000       | tapijt, binnen    | Martina Navrátilová | Monica Seles         | 7-6, 6-3            |               |
| 1990–2010         | geen toernooi                          | geen toernooi | geen toernooi | geen toernooi     | geen toernooi       | geen toernooi        | geen toernooi       | geen toernooi |
| 2011-08-21        | Texas Tennis Open                      | International | 220.000       | hardcourt, buiten | Sabine Lisicki      | Aravane Rezaï        | 6-2, 6-1            | details       |
| 2012-08-19        | Texas Tennis Open                      | International | 220.000       | hardcourt, buiten | Roberta Vinci       | Jelena Janković      | 7-5, 6-3            | details       |

### Dubbelspel
| Datum             | Naam                                   | Cat.          | ($)           | Ondergrond        | Winnaressen                                  | Verliezend finalistes            | Uitslag       |               |
| ----------------- | -------------------------------------- | ------------- | ------------- | ----------------- | -------------------------------------------- | -------------------------------- | ------------- | ------------- |
| 1965-04-26        | Dallas Invitation                      |               |               |                   | Margaret Smith Lesley Turner                 | Nancy Richey Carole Caldwell     | 6-4, 6-4      |               |
| ↓ open tijdperk ↓ |                                        |               |               |                   |                                              |                                  |               |               |
| 1970-02-13        | Maureen Connolly Brinker Memorial      |               | 25.000        | tapijt, binnen    | Rosie Casals Billie Jean King                | Mary-Ann Eisel Patti Hogan       | 10-8, 6-3     |               |
| 1972-03-06        | Maureen Connolly Brinker/VS            |               | 32.775        | tapijt, binnen    | Rosie Casals Billie Jean King                | Judy Dalton Françoise Dürr       | 6-3, 4-6, 7-5 |               |
| 1973-03-05        | Maureen Connolly Brinker Memorial      |               | 20.000        | tapijt, binnen    | Evonne Goolagong Janet Young                 | Gail Chanfreau Virginia Wade     | 6-3, 6-2      |               |
| 1974-03-05        | Maureen Connolly Brinker International |               | 50.000        | tapijt, binnen    | Isabel Fernández de Soto Martina Navrátilová | Karen Krantzcke Virginia Wade    | 6-3, 3-6, 6-3 |               |
| 1974-04-15        | Aztec of Dallas                        |               | 3.000         |                   | Wendy Appleby Lindsay Blachford              | Jill Schwikert Joy Schwikert     | 6-2, 6-3      |               |
| 1975-03-17        | Maureen Connolly Memorial Invitation   |               | 75.000        | tapijt, binnen    | Françoise Dürr Betty Stöve                   | Julie Anthony Mona Schallau      | 7-6, 6-2      |               |
| 1976-03-15        | Virginia Slims of Dallas               |               | 75.000        | tapijt, binnen    | Mona Guerrant Ann Kiyomura                   | Marita Redondo Greer Stevens     | 6-3, 4-6, 6-4 |               |
| 1977-03-07        | Virginia Slims of Dallas               |               | 100.000       | tapijt, binnen    | Martina Navrátilová Betty Stöve              | Kerry Reid Greer Stevens         | 6-2, 6-4      |               |
| 1978-03-06        | Bridgestone doubles of Dallas          |               | 100.000       | tapijt, binnen    | Martina Navrátilová Anne Smith               | Evonne Goolagong Betty Stöve     | 6-3, 7-6      |               |
| 1979-02-26        | Avon Championships of Dallas           |               | 200.000       | tapijt, binnen    | Martina Navrátilová Anne Smith               | Chris Evert Rosie Casals         | 7-6, 6-2      |               |
| 1980-03-03        | Avon Championships of Dallas           |               | 150.000       | tapijt, binnen    | Billie Jean King Martina Navrátilová         | Rosie Casals Wendy Turnbull      | 4-6, 6-3, 6-3 |               |
| 1981-03-09        | Avon Championships of Dallas           |               | 200.000       | tapijt, binnen    | Martina Navrátilová Pam Shriver              | Kathy Jordan Anne Smith          | 7-5, 6-4      |               |
| 1982-03-08        | Avon Championships of Dallas           |               | 200.000       | tapijt, binnen    | Martina Navrátilová Pam Shriver              | Billie Jean King Ilana Kloss     | 6-4, 6-4      |               |
| 1983-03-07        | Virginia Slims of Dallas               |               | 150.000       | tapijt, binnen    | Martina Navrátilová Pam Shriver              | Rosie Casals Wendy Turnbull      | 6-3, 6-2      |               |
| 1984-03-19        | Virginia Slims of Dallas               |               | 150.000       | tapijt, binnen    | Leslie Allen Anne White                      | Sandy Collins Elizabeth Sayers   | 6-4, 5-7, 6-2 |               |
| 1985-03-11        | Virginia Slims of Dallas               |               | 150.000       | tapijt, binnen    | Barbara Potter Sharon Walsh                  | Marcella Mesker Pascale Paradis  | 5-7, 6-4, 7-6 |               |
| 1986-03-10        | Virginia Slims of Dallas               |               | 250.000       | tapijt, binnen    | Claudia Kohde-Kilsch Helena Suková           | Hana Mandlíková Wendy Turnbull   | 4-6, 7-5, 6-4 |               |
| 1987-03-16        | Virginia Slims of Dallas               |               | 250.000       | tapijt, binnen    | Mary-Lou Piatek Anne White                   | Elise Burgin Robin White         | 7-5, 6-3      |               |
| 1988-02-08        | Virginia Slims of Dallas               | Tier III      | 250.000       | tapijt, binnen    | Lori McNeil Eva Pfaff                        | Gigi Fernández Zina Garrison     | 2-6, 6-4, 7-5 |               |
| 1989-09-18        | Virginia Slims of Dallas               | Tier III      | 250.000       | tapijt, binnen    | Mary Joe Fernandez Betsy Nagelsen            | Elise Burgin R Fairbank-Nideffer | 7-6, 6-3      |               |
| 1990–2010         | geen toernooi                          | geen toernooi | geen toernooi | geen toernooi     | geen toernooi                                | geen toernooi                    | geen toernooi | geen toernooi |
| 2011-08-21        | Texas Tennis Open                      | International | 220.000       | hardcourt, buiten | Alberta Brianti Sorana Cîrstea               | Alizé Cornet Pauline Parmentier  | 7-5, 6-3      | details       |
| 2012-08-19        | Texas Tennis Open                      | International | 220.000       | hardcourt, buiten | Marina Erakovic Heather Watson               | Līga Dekmeijere Irina Falconi    | 6-3, 6-0      | details       |

2011 · 2012
ITF-toernooien (mannen en vrouwen)

ATP-toernooien (mannen) – ATP-seizoen 2025

WTA-toernooien (vrouwen) – WTA-seizoen 2025

Voormalige toernooien mannen
Voormalige toernooien vrouwen
Voormalige amateurtoernooien